# سگ‌های استخوان‌شکن
سگ‌های استخوان‌شکن (نام علمی: Borophaginae) نام یک زیرخانواده از تیره سگ‌سانان است.